# Chokier
Chokier (en való Tchôkire) és un nucli del municipi de Flémalle, a la província de Lieja de la regió valona de Bèlgica. Fins al 26 de març de 1969 era un municipi independent. Es troba al marge esquerre del Mosa.

## Història

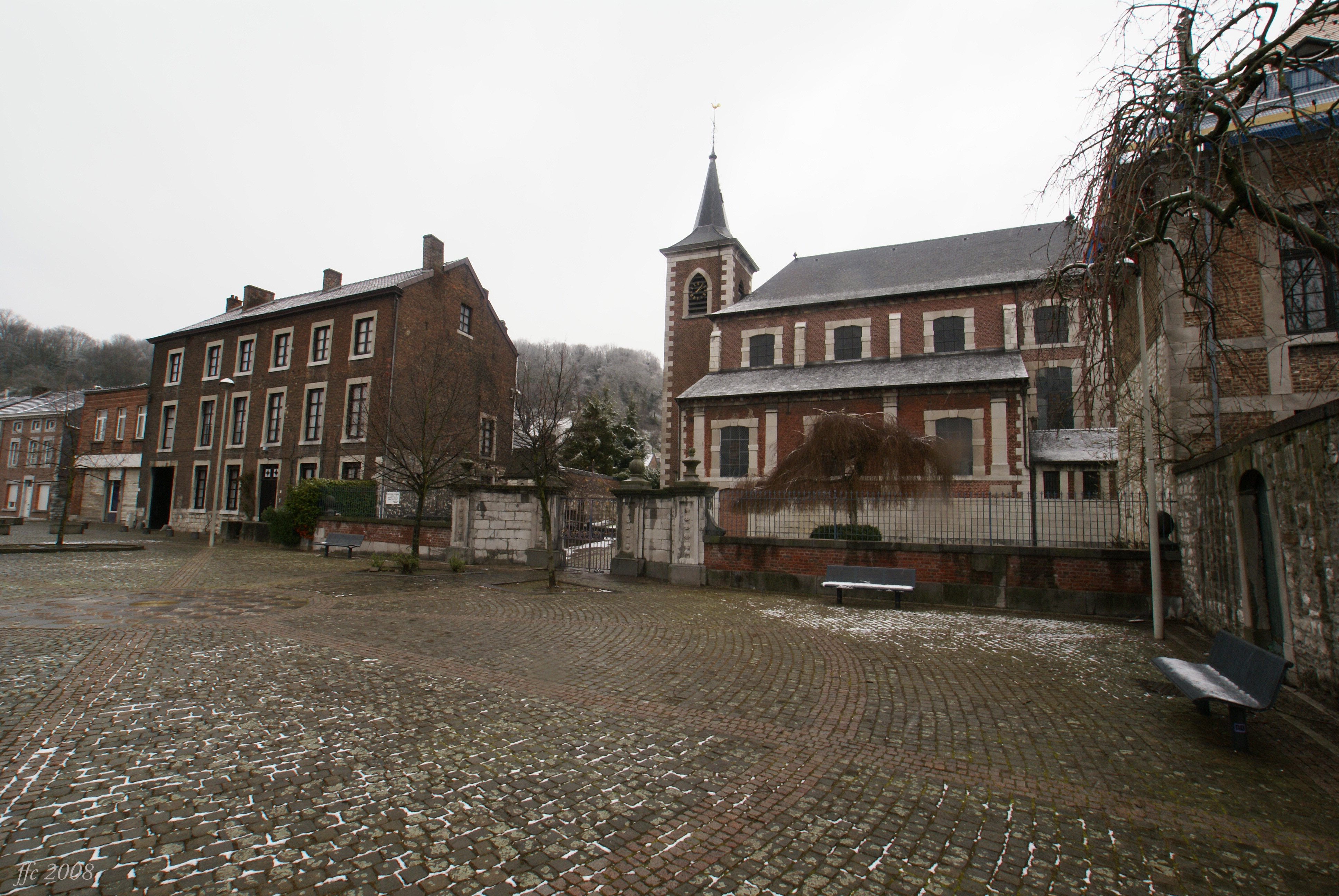
Plaça Major i església Sant Marcel·lí

El primer esment escrit Calcaria data del 1086 que significa molt probablement calciner. La senyoria de Chokier era un feu de la procura del comtat d'Haspengouw. Després de l'ocàs de la viticultura, al segle xix, el poble s'industrialitza una mica, però molt menys que els pobles miners dels entorns. Es comença una mina d'alum, uns calciners nous, una fàbrica de pipes i una fàbrica de midó. A poc a poc, aquestes indústries van desaparèixer al segle XX i el poble va esdevenir residencial i turístic.

## La viticultura a Chokier
Durant l'alta edat mitjana, Chokier era un centre important de viticultura, com que el terra és poc idoni per a la cultura del blat. També, els ritus cristians que expandeixen a la regió necessiten el vi. A l'acte de venda, que forma el primer esment de Chokier es parla d'un bescanvi de parcel·la entre la col·legiata de Sant Pere i l'abadia de Sant Jaume de Lieja per a la cultura del vi.
Al segle xv, la viticultura va patir d'un refredament climàtic. Nogensmenys, s'inventarien encara 22 contractes referent a la vinya entre 1522 o 1531. La meitat de la població de Chokier es definia com viticultors. Hi havia un premsa comunal al peu del Mont Michy. Un inventari del 1682 enumera encara 12 vinyes. A l'església de Chokier es conserva una relíquia de San Vicenç, patró dels viticultors.
Durant l'ocupació francesa, l'administració revolucionària va voler protegir el monopoli del vi als territoris francesos i es va prohibir la cultura del vi als territoris annexionats. Des d'alguns anys, ajudat pel canvi de clima, una primera explotació vitícola ha tornat al lloc dit Dame Palate al vessant del Trokay.

## Monuments i curiositats

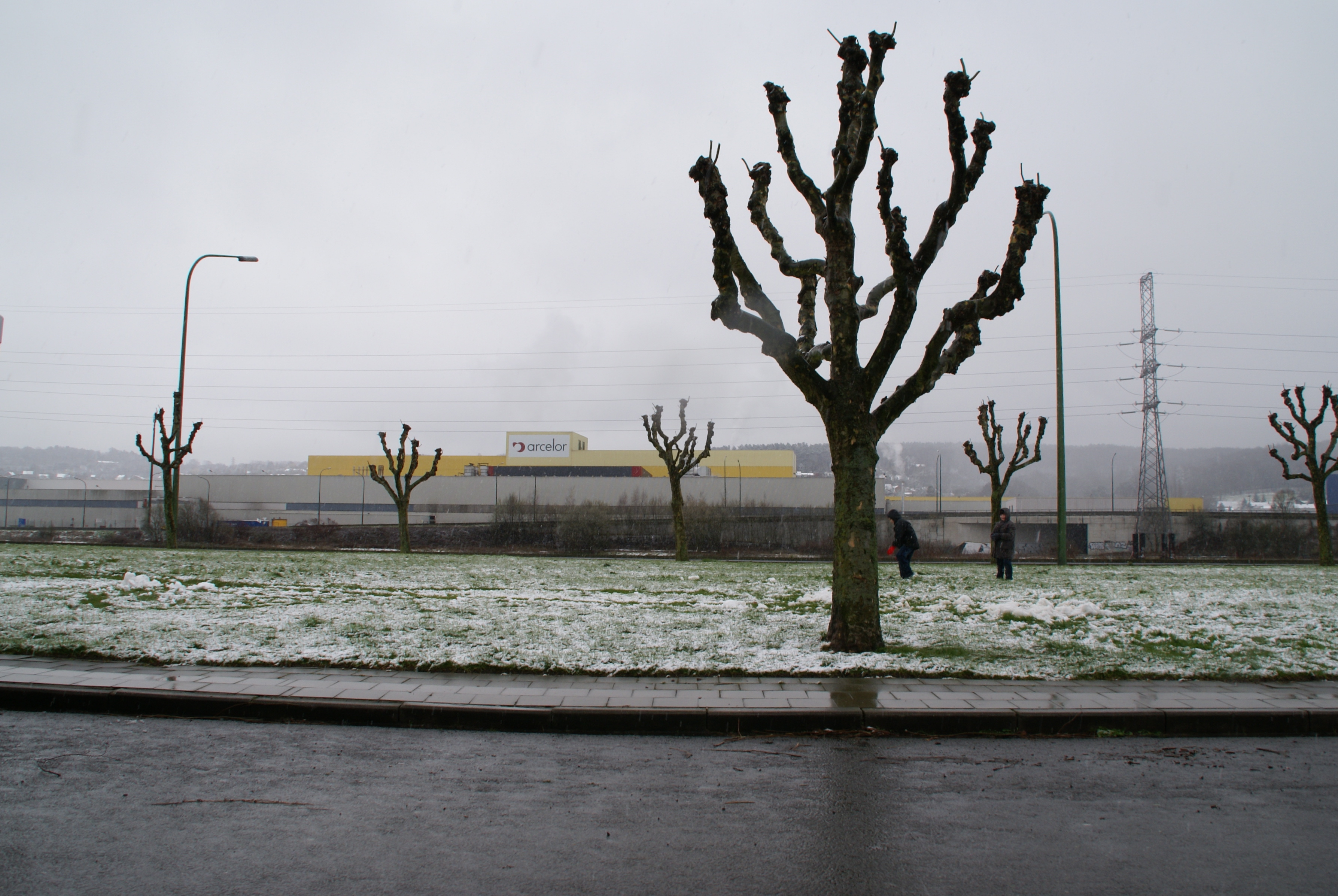
La fàbrica d'Arcelor d'Ivoz-Ramet a l'altre marge del Mosa vist des del prat públic de Chokier

- El nucli antic de Chokier, dominat pel castell des de dalt d'un penya-segat, és considerat com un dels pobles més macos de la Valònia. És un recer de pau que contrasta amb els entorns industrials.
- El castell de Chokier
- El pati «Clos de Chokier» en estil d'un tradicional hort de cura

## Fills predilectes de Chokier
- Henri Loison (Damvillers 1771-Chokier 1816), general de l'exèrcit napoleonenc
- Lily Portugaels (1934-…) periodista i escriptora